# Stringendo (manga)
Stringendo (ストリンジェンド Sutorinjendo?) es un manga japonés para adultos, creada e ilustrada por Yūki Seto. El manga salió a la venta originalmente el 4 de octubre de 2002 en la revista Mujin Comics. Adaptaciones en OVAs han sido producidas en el estudio Pink Pineapple y dirigidas por Hideki Araki, con los guiones de Shinichiro Sawayama. Las primeras fueron llamadas Stringendo: Angel-tachi no Private Lesson (ストリンジェンド ～エンジェルたちのプライベートレッスン～ Sutorinjendo: Enjeru-tachi no puraibētoressun?). El 2 de julio de 2004, salió a la venta el manga Accelerendo (アッチェレランド?), y enseguida el 26 de enero de 2007 su adaptación en 4 OVAs, llamadas Accelerendo: Datenshi-tachi no Sasayaki (アッチェレランド ～堕天使たちの囁き～?), estos no son secuelas, sino historias paralelas. Luego el 23 de mayo de 2008 sale a la venta una historia original en OVAs, las cuales llamaron Stringendo & Accelerendo: Ultimatum～Sera～ (ストリンジェンド＆アッチェレランド ULTIMATUM～SERA～?), que estas serían si una secuela del primer manga. Tiempo después, el 5 de septiembre de 2008, sale el manga Stretta (ストレッタ?), una historia paralela que narra historias con los mismos personajes dejados en segundo plano, y con nuevos personajes principales, y luego, el 29 de mayo del mismo año, su adaptación en dos OVAs, llamadas Stretta: The Animation (ストレッタ～THE ANIMATION～?). Posteriormente, el 25 de mayo de 2012, se comenzaron a emitir unas OVAs extras, llamadas Stringendo: Angel-tachi no Private Lesson ~Koa MIX Mega Sakari Okazu Desuyo Support (ストリンジェンド～エンジェルたちのプライベートレッスン～コアMIX メガ盛り オカズですよ Stringendo: Enjieru Tachino Pura Ibeto Ressun ~Koa MIX Mega Sakari Okazu Desuyo Support?), las cuales son adaptaciones de escenas del Angel-tachi, de estas mismas han sido emitidas cuatro, hasta la fecha.

## Personajes
Tomohisa Kitazawa (北沢智久 Kitazawa Tomohisa?)
Él es un chico normal de secundaria, ni guapo ni feo, él tiene el pelo corto de color negro y con la ropa con la que más se le ve es con la del colegio o alguna ropa no improvisada.
Él tiene relaciones por primera vez con su novia Mizuho (みずほ Mizuho?) (a quien llama senpai aunque esté en el mismo grado que él), en la sala de música del colegio, sobre un piano. Y luego comienzan a hacerlo de forma semanal.
Su mejor amigo es Endō y forma parte del grupo de amigos que son Endō (遠藤 Endō?), Tsuchiya (土屋 Tsuchiya?), Kanda (神田 Kanda?), él y a veces, el maestro Tomishige (富重 Tomishige?).
Mizuho Shino (志野瑞穂 Shino Mizuho?)
Ella es una chica de tercer año de preparatoria, la chica deseada por todos los de la academia y novia de Tomohisa. Al igual que Ruma, la chica más linda y popular de la clase. Tiene el pelo lacio, corto y castaño y al igual que a los demás, casi siempre se la ve con la ropa del colegio o alguna ropa cualquiera. Ella pelea con su padre muy a menudo por cosas innecesarias, lo que provoca que Mizuho se escape muy a menudo y luego aparezca el padre rezando para que vuelva a casa.
Su familia es una familia de clase media-alta, con una casa muy grande con mobiliarios carísimos, al igual que un auto deportivo parecido a un Ferrari 599 GTB Fiorano, de color rojo el cual su padre compra solo para que Mizuho vuelva.
Su mejor amiga es Mikura (御蔵島?), la novia de Endō. Las dos dejan de pasar mucho tiempo juntas cuando ambas consiguen novio.

## Multimedia

### OVAs
Veintidós OVAs fueron animadas en el estudio Pink Pineapple y dirigidas por Hideki Araki, con los guiones de Shinichiro Sawayama. Las primeras nueve eran adaptaciones del primer manga, las cuales fueron llamadas Stringendo: Angel-tachi no Private Lesson (ストリンジェンド ～エンジェルたちのプライベートレッスン～ Sutorinjendo: Enjeru-tachi no puraibētoressun?). Las próximas cuatro fueron adaptaciones del Stringendo & Accelerendo (アッチェレランド?), llamadas Stringendo & Accelerendo: Datenshi-tachi no Sasayaki (アッチェレランド ～堕天使たちの囁き～?), que envés de una secuela, estas eran historias paralelas. Las tres siguientes son historias originales, las cuales eran una secuela de las primeras nueve OVAs, y del primer manga, éstas fueron llamadas Stringendo & Accelerendo: Ultimatum～Sera～ (ストリンジェンド＆アッチェレランド ULTIMATUM～SERA～?). Tiempo después sale Stretta: The Animation (ストレッタ～THE ANIMATION～?), las otras dos OVAs las cuales eran adaptaciones del último manga: Stretta (ストレッタ?). Una nueva adaptación a OVAs, las cuales son recopilaciones de escenas del Angel-tachi no Private Lesson, están siendo emitidas desde el 25 de mayo de 2012, la cual tiene el nombre de Stringendo: Angel-tachi no Private Lesson ~Koa MIX Mega Sakari Okazu Desuyo Support (ストリンジェンド～エンジェルたちのプライベートレッスン～コアMIX メガ盛り オカズですよ Stringendo: Enjieru Tachino Pura Ibeto Ressun ~Koa MIX Mega Sakari Okazu Desuyo Support?).

#### Stringendo: Angel-tachi no Private Lesson
Véase también: Anexo:Episodios de Stringendo: Angel-tachi no Private Lesson

Las OVAs Stringendo: Angel-tachi no Private Lesson (ストリンジェンド ～エンジェルたちのプライベートレッスン～ Sutorinjendo: Enjeru-tachi no puraibētoressun?) comenzaron a emitirse el 27 de enero de 2006 y son las adaptaciones del primer manga, Stringendo (ストリンジェンド Sutorinjendo?), el cual está compuesto por doce OVAs y aún está en emisión. Desde el 25 de mayo de 2012 se comenzaron a emitir varias OVAs extras las cuales eran recopilaciones de las escenas del mismo Angel-tachi, estas obras se emiten bajo el título de Stringendo: Angel-tachi no Private Lesson ~Koa MIX Mega Sakari Okazu Desuyo Support (ストリンジェンド～エンジェルたちのプライベートレッスン～コアMIX メガ盛り オカズですよ Stringendo: Enjieru Tachino Pura Ibeto Ressun ~Koa MIX Mega Sakari Okazu Desuyo Support?).

#### Stringendo & Accelerendo: Datenshi-tachi no Sasayaki
Véase también: Anexo:Episodios de Stringendo & Accelerendo: Datenshi-tachi no Sasayaki

Las OVAs Stringendo & Accelerendo: Datenshi-tachi no Sasayaki (アッチェレランド ～堕天使たちの囁き～?) comenzaron a emitirse el 26 de enero de 2007 hasta el 26 de febrero de 2010 y son las adaptaciones del segundo manga, Stringendo & Accelerendo (アッチェレランド?), el cual está compuesto por cuatro OVAs.

#### Stringendo & Accelerendo: Ultimatum～Sera～
Véase también: Anexo:Episodios de Stringendo & Accelerendo: Ultimatum～Sera～

Las OVAs Stringendo & Accelerendo: Ultimatum～Sera～ (ストリンジェンド＆アッチェレランド ULTIMATUM～SERA～?) comenzaron a emitirse el 23 de mayo de 2008 hasta el 26 de febrero de 2010. La historia es como una secuela o extras del primer manga y anime, sólo que está centrado mayoritariamente en la historia de Mizuho y Tomohisa, a pesar de que también aparecen historias de los otros. Éste anime es el segundo más famoso después de Stringendo: Angel-tachi no Private Lesson. En este anime aparecen mezclados los personajes de la historia del primer manga y el segundo, ya que dos veces aparecen los violadores del Accelerendo, y en la segunda aparición, Kurono se suicida luego de hacer que unos hermanos tengan sexo, colocando una cuerda con un extremo atado a una pata de una silla y el otro extremo en el pestillo de una puerta, luego se sube a la silla y coloca una cuerda para ahorcarse, cuando el padre de los hermanos abre la puerta, la silla se cae, ahorcando a Kurono, mientras Tomoe se va.

### Manga

#### Stringendo
El manga fue creado por Yūki Seto. Narra la historia de Tomohisa Kitazawa y Endō, dos chicos los cuales no son guapos ni feos, chicos normales, los cuales ven a dos chicas: Mizuho, una estudiante de tercer grado, y Mikura, su compañera de grupo. Mizuho atrae a todo el alumnado con su belleza, ella se da cuenta de la atracción de Tomohisa hacia ella y lo mira muy sugestivamente.
Un día, Tomohisa encuentra una nota en su pupitre la cual decía: "Estoy esperando en el baño de mujeres en el tercer piso. Mizuho". Intrigado acude a la cita y Mizuho se encuentra allí esperándolo tras lo cual le hace sexo oral.
Al día siguiente, Tomohisa no puede dejar de pensar en lo que le pasó ayer y no pasa mucho tiempo antes de darse cuenta de que Endō se ha ido y Mikura, a quien Endō ama secretamente, se ha ido también.
| Volumen 1 "Stringendo" "Sutorinjendo"(ストリンジェンド) | ISBN               | Publicado            |
| Volumen 1 "Stringendo" "Sutorinjendo"(ストリンジェンド) | ISBN 4-88774-076-X | 4 de octubre de 2002 |
| |                    |                      |
| Contiene los capítulos: - 1. My Blow Jober (MY BLOW JOBER Mai Burou Jouba?) - 2. My Blow Jober 2 (MY BLOW JOBER 2 Mai Burou Jouba Ni?) - 3. Un refresco de chili para la princesa (姫のための唐辛子のリフレッシュ Hime no tame no tōgarashi no rifuresshu?) - 4. Anguilas con mayonesa para la princesa (姫のためのマヨネーズウナギ Hime no tame no mayoneuzuunagi?) - 5. El Sr. Endō que volaba demasiado alto (遠藤も高く飛んで Endou mo takaku tonde?) - 6. Tomijū (富寿 Tomijuu?) - 7. El Sr. Maruki no tiene suerte (丸木は運を持っていません Maruki wa un o motte imasen?) - 8. La revancha de los gafas redondas (丸いガラスの復讐 Marui garasu no fukushuu?) - 9. Despedidas (別れ Wakare?) - 10. Epílogo (エピローグ Epirougu?) |                    |                      |

#### Stringendo & Accelerendo
Al igual que Stringendo, fue creado Yūki Seto. Este manga no sigue un hilo, sino que son múltiples historias paralelas situadas en 4 episodios.
En éste los personajes principales son dos violadores llamados Tomoe (巴 Tomoe?), Kurono (黒野 Kurono?). Ellos hacen que las parejas "destinadas se junten", Kurono es el amigo de Ōhashi, y como sabe que a él le gusta Tamaki y a Tamaki le gusta él, decide "acelerar" su relación, con la ayuda de Tomoe, haciendo que éstos tengan sexo y se haga novios y al final Kurono tiene sexo con Tomoe a la salida del local (un café).